# The Artist (Film)
The Artist (engl. für „Der Künstler“) ist ein Spielfilm des französischen Regisseurs Michel Hazanavicius aus dem Jahr 2011. Die Tragikomödie spielt zwischen 1927 und 1932 in Hollywood und erzählt die gegenläufige Erfolgsgeschichte zweier Leinwandstars (dargestellt von den französischen Schauspielern Jean Dujardin und Bérénice Bejo) in der Übergangsphase vom Stumm- zum Tonfilm. Hazanavicius konzipierte den Film im 4:3-Academy-Format in Schwarzweiß mit Zwischentiteln und so gut wie keinem gesprochenen Text.
The Artist wurde am 15. Mai 2011 bei den 64. Internationalen Filmfestspielen von Cannes uraufgeführt und startete am 12. Oktober 2011 in den französischen Kinos. Von der internationalen Fachkritik überwiegend als brillante Hommage an das alte Hollywood bzw. als Liebeserklärung ans Filmemachen verstanden, gewann The Artist mehr als 30 internationale Filmpreise, darunter 2012 fünf Oscars (u. a. als „Bester Film“), drei Golden Globes, sieben BAFTA Awards und sechs Césars. Deutscher Kinostart war am 26. Januar 2012.

## Handlung
Hollywood im Jahr 1927: Der Stummfilmschauspieler George Valentin ist der umjubelte Star der Kinograph Studios. Nach der Uraufführung seines neuesten Films A Russian Affair, in dem er mit seinem dressierten Jack Russell Terrier „Jack“ auftritt, stößt er im Gedränge vor dem Premierenkino mit seinem Fan Peppy Miller zusammen. Der zuerst verärgert wirkende Valentin löst die für Peppy peinliche Situation scherzhaft auf und posiert mit ihr vor den Fotografen. Schließlich küsst die junge Frau den Schauspieler auf die Wange. Dieses Foto erscheint am nächsten Tag auf der Titelseite des Branchenblatts Variety, sehr zum Missfallen von Valentins Ehefrau Doris und des Filmproduzenten Al Zimmer.
Angespornt durch den plötzlichen Ruhm begibt sich Peppy zu den Kinograph Studios, wo sie als Statistin für Valentins neuesten Film A German Affair engagiert wird. Valentin wird auf Peppy aufmerksam, als sie hinter einer Abschirmung Tanzschritte einstudiert. Als Produzent Al Zimmer die junge Frau von der Titelseite wiedererkennt, will er sie fortschicken. Valentin setzt sich aber für Peppy ein und sie darf in einer Tanzszene als Statistin mitwirken.
Nach den Dreharbeiten schleicht sie sich in Valentins Garderobe, schreibt ein „Thank You!“ auf seinen Wandspiegel und umarmt aus Sehnsucht nach dem Star seinen am Kleiderständer hängenden Mantel. Valentin beobachtet diese Szene, ist gerührt und weiht Peppy in das Geheimnis des Erfolgs ein – sie müsse aus der Masse herausstechen. Er malt ihr daraufhin einen Schönheitsfleck über die Oberlippe. Das intime Zusammentreffen der beiden wird jedoch durch Valentins treuen Chauffeur Clifton unterbrochen und Peppy schleicht sich unbemerkt fort.
Während sich Peppy in den nächsten Jahren mit ihrem neuen Markenzeichen – dem künstlichen Schönheitsfleck – von Statisten- zu Nebenrollen empor spielt, kommt es 1929 zum Bruch zwischen Valentin und Al Zimmer, der nur noch auf Tonfilme setzt. Peppy und Valentin treffen sich noch einmal auf einer Treppe, dort steigt Peppy empor, während Valentin hinabsteigt, eine Metapher für den Auf- bzw. Abstieg. Valentin produziert daraufhin einen eigenen Stummfilm, den kostspieligen Abenteuerfilm Tears of Love, der zum Flop an den Kinokassen gerät. Peppy Millers am selben Tag, dem 25. Oktober, startender Tonfilm Beauty Spot wird dagegen zum Publikumserfolg. Noch am selben Abend teilt Valentins Frau ihm mit, dass sie sich von ihm trennt und er das Haus binnen zwei Wochen zu verlassen hat.
Eines Abends kommt es zu einer unerwarteten Begegnung Valentins mit dem inzwischen erfolgreichen Star, als Peppy in einem Restaurant auftaucht und zwei Männern ein Radiointerview gibt, in dem sie sich voller Überzeugung für den Wechsel zum Tonfilm ausspricht („Out with the old, in with the new!“), nicht ahnend, dass Valentin, der sich im selben Restaurant befindet, alles mitangehört hat. In seinem Stolz gekränkt, verlässt er wütend das Restaurant und eine entsetzte Peppy, die immer noch viel für ihn empfindet, bleibt zurück.
Kurz darauf findet sie sich im Kino unter wenigen Zuschauern von Valentins Film Tears of Love, der sie sehr berührt.
Zwei Jahre später lebt Valentin, vom Publikum vergessen und dem Alkohol zugetan, gemeinsam mit seinem Chauffeur Clifton und seinem Hund in einer kleinen Wohnung. Sein Geld hat er in seinem Filmprojekt und dem großen Börsencrash von 1929 verloren. Einen Großteil seines Besitzes hat er auf einer Auktion veräußert. Valentin entlässt Clifton, dem er schon lange kein Gehalt mehr zahlen kann, und schenkt ihm sein Auto. Betrunken zündet er seine alten Filmrollen an, wodurch ein Wohnungsbrand ausgelöst wird. Er wird aber von seinem treu ergebenen Hund gerettet, der einen Polizisten zu Hilfe holt. Peppy Miller, die Valentins Lebensweg stets verfolgt hat und zum neuen Star der Kinograph Studios aufgestiegen ist, erfährt von dem Vorfall. Sie eilt sofort an Valentins Krankenbett und stellt fest, dass dieser als einzige Filmrolle das Material ihres gemeinsamen Filmes A German Affair vor den Flammen bewahrt hat. Die Ärzte sichern Peppy zu, dass Valentin außer Lebensgefahr ist und ohne Zögern nimmt sie ihn mit zu sich nach Hause, um sich um ihn zu kümmern. Auch ringt sie Al Zimmer das Versprechen ab, Valentin in einem Tonfilm auftreten zu lassen.
Während Peppy zu ihren Dreharbeiten geht, sieht sich Valentin allein in ihrem Haus, einer luxuriösen Villa, um und stößt dabei in einem abgelegenen Raum auf seinen gesamten Besitzstand, den die Schauspielerin mit Hilfe ihrer Dienstboten bei der Auktion erworben hat. Erneut in seinem Stolz verletzt kehrt Valentin in sein abgebranntes Appartement zurück, um sich mit einem Revolver das Leben zu nehmen. Peppy – in einer Vorahnung – verlässt überstürzt das Filmset und fährt in aller Eile mit dem Wagen nach Hause. Gerade als sich Valentin die Pistole in den Mund steckt und ein Zwischentitel „Päng!“ verkündet, ist Peppy mit dem Wagen gegen einen Baum direkt vor Valentins Haus geprallt. Sie klettert unverletzt aus dem beschädigten Fahrzeug und eilt zu Valentin, der durch den Verkehrsunfall aufgeschreckt an der Umsetzung seiner Selbstmordabsicht gehindert wurde.
Peppy berichtet ihm vom neuen Filmangebot, das Valentin aber skeptisch beurteilt, denn er meint, seine Zeit wäre vorüber, das Publikum wolle ihn nicht „sprechen sehen“. Doch Peppy, die nicht aufgibt, überredet Valentin schließlich erfolgreich, mit ihr als Stepptanz-Duo (in choreographisch deutlicher Anlehnung an Fred Astaire und Ginger Rogers) in einem Tanzfilm zu erscheinen, in dem er nicht sprechen muss.
Das Paar wird von Produzent Al Zimmer als nächste Unterhaltungssensation gefeiert. Als ihre Tanznummer am Set beendet ist, wird The Artist in der Schlussminute zum Tonfilm: Auf Zimmers „Perfekt! Kriegen wir das noch einmal?“ folgt Valentins erster und einziger hörbarer Satz: „Mit Vergnügen!“ Von Tonfilmschauspielerin Peppy vernimmt man hingegen kein hörbares Wort.
Im Originalton hört man seinen starken französischen Akzent, der die wahrscheinlichste Erklärung dafür gibt, warum Valentin es ablehnte zu sprechen und auch seine Set-Kollegen ihn nicht dazu ermunterten (außer Peppy). Er hatte die Befürchtung, dass das amerikanische Publikum keinen Schauspieler mit einem ausländischen Akzent akzeptieren würde. Leider geht dieser wichtige Teil in der deutschen Synchronisation unter, da er dort akzentfrei: „Mit Vergnügen!“ sagt.

## Soundtrack
Die Musik wurde von Ludovic Bource komponiert und von den Brüsseler Philharmonikern unter der Leitung von Ernst van Tiel eingespielt.
| Nr. | Titel                    |
| --- | ------------------------ |
| 1.  | The Artist Ouverture     |
| 2.  | 1927 A Russian Affair    |
| 3.  | George Valentin          |
| 4.  | Pretty Peppy             |
| 5.  | At the Kinograph Studios |
| 6.  | Fantaisie D’amour        |
| 7.  | Waltz for Peppy          |
| 8.  | Silent Rumble            |
| 9.  | 1929                     |
| 10. | In the Stairs            |
| 11. | The Sound of Tears       |
| 12. | Comme Une Rosée De La    |
| 13. | 1931                     |
| 14. | Jungle Bar               |
| 15. | L’ombre Des Flammes      |
| 16. | Happy Ending …           |
| 17. | Charming Blackmail       |
| 18. | Ghosts from the Past     |
| 19. | My Suicide 03.29.1967    |
| 20. | Peppy and George         |

## Entstehungsgeschichte

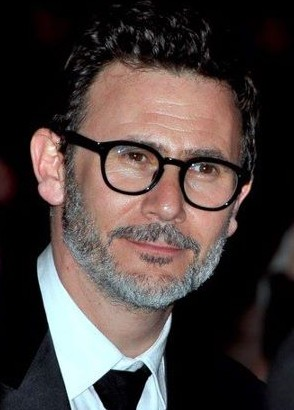
Regisseur und Drehbuchautor Michel Hazanavicius

Regisseur Michel Hazanavicius hatte bereits Anfang der 2000er Jahre geplant, ein solches Filmprojekt zu realisieren; er sei jedoch mit seinem Vorschlag nicht ernst genommen worden. Erst nach den Erfolgen seiner beiden Agenten-Parodien OSS 117 – Der Spion, der sich liebte (2006) und OSS 117 – Er selbst ist sich genug (2009) mit Jean Dujardin in der Hauptrolle zeigte sich Produzent Thomas Langmann bereit, das Filmprojekt zu unterstützen. Hazanavicius hatte ursprünglich damit geliebäugelt, einen Agentenfilm im Stil von Fritz Langs Spione (1928) zu drehen, wollte sich dann aber doch von den OSS-Filmen lösen und ernsthafte Themen anschneiden. Gleichzeitig wollte er erneut mit seiner Lebensgefährtin Bérénice Bejo und Dujardin zusammenarbeiten, die in dem ersten OSS-Film eine tragende Rolle bekleidet hatten. Daraufhin entwarf er die Geschichte des Zusammentreffens zwischen einem Stummfilmstar und einem jungen Starlet und legte diese als Melodram an.
In Vorbereitung auf das 124 Szenen umfassende Drehbuch, das er in vier Monaten verfasste, will Hazanavicius angeblich 150 Stummfilme angesehen haben. Neben Sunrise sei er auch von Murnaus City Girl, den Filmen von Frank Borzage sowie King Vidors The Crowd inspiriert worden. Tatsächlich gab es damals viele Stummfilmstars, denen der Übergang zum Tonfilm Ende der 1920er-Jahre Probleme bereitete und deren Karriere Schaden oder gar ein Ende nahm. So gäbe es laut Hazanavicius Nachklänge von Douglas Fairbanks, Gloria Swanson, Joan Crawford und entfernt der Geschichte von Greta Garbo und John Gilbert. Beim Schreiben orientierte er sich auch am Hays Code, der früher auf die moralisch akzeptable Darstellung unter anderem von Sexualität in US-amerikanischen Spielfilmen Wert legte. „Menschen küssten sich nicht, es gibt kein Geküsse in meinem Film, die Tanzszenen sind die Liebesszenen.“, so der Regisseur. Etwa zehn bis zwölf Filme wählte Hazanavicius als Bezugspunkte aus, die er an das Filmteam weitergab. U. a. machte er keinen Hehl daraus, die komplette Frühstückssequenz aus Orson Welles’ Citizen Kane entnommen zu haben.
The Artist wurde in 35 Tagen an Originalschauplätzen in Hollywood abgedreht. Als Drehorte wurden u. a. die Filmstudios von Paramount Pictures und Warner Bros. ausgewählt. Für Peppy Millers Haus und Schlafzimmer diente das Originalanwesen der früheren Hollywood-Schauspielerin Mary Pickford. Um die Schauspieler, die ohne Text agieren mussten, auf die Szenen einzustimmen, ließ Hazanavicius am Filmset u. a. Musik von Bernard Herrmann, Max Steiner (Boulevard der Dämmerung), Franz Waxman, George Gershwin, Cole Porter, Marvin Hamlisch (So wie wir waren) oder Philippe Sarde (Die Dinge des Lebens) auflegen. Auch verwendete er die bereits für den Film komponierte Musik von Ludovic Bource, um Emotionen hervorzurufen. Bource spielte seine Kompositionen mit dem 80 Musiker umfassenden Orchester Brussels Philharmonic ein. Dennoch enthält der Film auch bereits zuvor veröffentlichte Musik – Der Jubilee Stomp stammt ursprünglich von Duke Ellington, Estancia Op. 8 von Alberto Ginastera. Pennies from Heaven, die Titelmelodie aus dem gleichnamigen Film, stammt von Arthur Johnston und Johnny Burke und wurde bei der Oscarverleihung 1937 als bester Filmsong nominiert. Am Filmende wird Bernard Herrmanns Thema aus Alfred Hitchcocks Vertigo – Aus dem Reich der Toten (1958) zitiert, das ursprünglich nur als Übergangslösung gedacht war.
Obwohl als Schwarzweißfilm konzipiert, verwendete Kameramann Guillaume Schiffman für den Dreh körnigeren 500-ASA-Farbfilm und moderne Kameras. Er verstärkte den Glanz mit zusätzlichen Filtern, durch die sich die Weißtöne mehr verteilen und das Schwarz mehr Kraft bekommen konnte. Ebenfalls wurden bei den Dreharbeiten Spezialoptiken mit Linsen ohne Anti-Reflex-Schichten und wesentlich stärkere Scheinwerfer als aus den 1950er und 1960er Jahren verwendet.
Der Film wurde von La Petite Reine produziert. Die Kosten lagen bei 13,47 Millionen Euro. Weitere Produzenten waren unter anderem Hazanavicius mit seiner Firma La Classe Américaine, France 3 und Studio 37. Der Filmtitel The Artist wurde nicht vom Regisseur, sondern vom Produzenten Thomas Langmann bestimmt. Die ursprünglichen Arbeitstitel lauteten Peppy and George, dann Beauty Spot. „Für mich ist [George Valentin] hochmütig, egoistisch, ichbezogen. Ich sehe nicht, wie er ein Künstler sein kann, aber er [Langmann] denkt, er ist ein Künstler.“, so Hazanavicius.

## Rezeption

### In Frankreich und in den Vereinigten Staaten

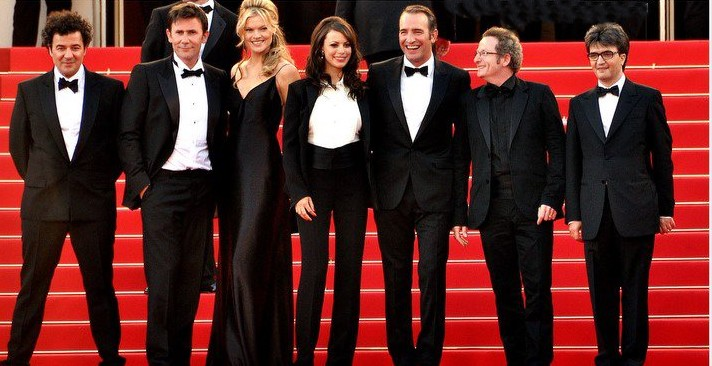
Uraufführung beim Filmfestival von Cannes (v. l. n. r.): Filmkomponist Ludovic Bource, Regisseur Michel Hazanavicius, die Schauspieler Missi Pyle, Bérénice Bejo und Jean Dujardin, Kameramann Guillaume Schiffman und Produzent Thomas Langmann

The Artist wurde 2011 im Wettbewerb der Internationalen Filmfestspiele von Cannes uraufgeführt. Ursprünglich sollte der Film außer Konkurrenz gezeigt werden, wenige Tage vor Festivalbeginn wurde er aber in den offiziellen Wettbewerb um die Goldene Palme aufgenommen. Die französische Fachpresse zählte den Film zum Favoritenkreis auf den Hauptpreis des Festivals, der aber schließlich an den US-amerikanischen Beitrag The Tree of Life von Terrence Malick vergeben wurde. Die französische Tageszeitung Le Monde lobte den ersten Teil des Films, der mit einer „aufregenden Virtuosität“ gemacht sei, sowie den „besonderen Charme“ von Bérénice Bejo und die „clevere“ Filmmusik von Ludovic Bource. Der Niedergang George Valentins sei weniger überzeugend inszeniert, da mit dem langsameren Tempo keine erhöhte Intensität der Emotionen einhergehe. Jean Dujardins Spiel werde zwischen den Szenen nuancierter und realistischer. In Frankreich erreichte der Film bei seinem Kinostart am 12. Oktober 2011 mit 78.000 Zuschauern allein am ersten Tag auf Anhieb Platz eins in den Kinocharts und erreichte mehr als eine Million Kinobesucher.
Der US-amerikanische Branchendienst Variety beschrieb den Film ebenfalls als „Liebeserklärung an das Stummfilmkino“ und hob den Charme von Jean Dujardin hervor. In den Vereinigten Staaten, wo der Film mit The Weinstein Company auch einen einflussreichen Verleiher fand, wurde The Artist ab 23. November 2011 in ausgewählten Kinos gezeigt. The Artist erhielt dort nahezu ausnahmslos positive bis sehr gute Kritiken. Von den 40 berücksichtigten US-amerikanischen Filmkritiken bewerteten nach dem Auswertungsverfahren von Metacritic 39 den Film „positiv“, nur eine negativ. 13 Kritiken wurden mit der Bestnote 100 Punkten dargestellt. Bis Februar 2012 spielte der Film weltweit 76,5 Millionen US-Dollar ein, davon 31,9 Millionen in den Vereinigten Staaten.
Für eine Beschwerde seitens der US-amerikanischen Schauspielerin Kim Novak sorgte die Tatsache, dass im Finale von The Artist Herrmanns bekannte Filmmusik aus Hitchcocks Vertigo (1958) zitiert wird. Herrmann schrieb einen Großteil der Musik während der Dreharbeiten von Vertigo, wo Novak die weibliche Hauptrolle übernommen hatte. Unter dem Titel „I want to report a rape“ („Ich möchte eine Vergewaltigung anzeigen“) buchte Novak Anfang Januar 2012 eine ganzseitige Anzeige im Branchenblatt Variety, in der sie sich beschwerte, dass ihr Werk misshandelt worden sei und die Macher von The Artist Gefühle heraufbeschwören, die sie als ihre eigenen ausgäben. Michel Hazanavicius entgegnete, sein Film sei ein Liebeserklärung an das Kino und er liebe die Musik von Herrmann. Er respektiere Novak und bedauere, dass sie anderer Ansicht sei.

### Deutschsprachige Kritik
The Artist war für die Cinema „rührend, charmant und voller Eleganz“ und einer der schönsten Filme des Kinojahres, für die Neue Zürcher Zeitung „brillant“ und „witzigster Film seit langem“. Man nannte ihn ein Vergnügen (Die Presse) oder er mache das Filmvergnügen der Stummfilmzeit nachvollziehbar (Die Welt), biete Momente des reinen Glücks (film-dienst) oder lasse den Zuschauer sprachlos vor Glück zurück (Der Tagesspiegel). Seine Auszeichnungen habe der Film gemäß taz verdient. Doch der Tages-Anzeiger fand nicht alles an ihm gelungen, und laut Ray war er „sich seines eigenen Charmes eine Spur zu gewiss“ und von der anglophonen Kritik übermäßig gefeiert.
Über den „Reigen der offenen und versteckten Zitate“ würden sich ältere Zuschauer freuen, der Film sei wie ein Bilderalbum zum wehmütigen Betrachten der Epoche. Eine „hinreißende“ oder schöner nicht denkbare Liebeserklärung an das klassische Hollywood sei das, eine meisterliche oder „souverän gemeisterte, stimmige“ Hommage. The Artist begegne dem Stummfilm mit Verehrung und einem Augenzwinkern: „Das eine wäre bloß museal, das andere nur ein Spaß; beides zusammen ist unwiderstehlich.“
Er sei wie ein „enzyklopädisches Archiv der elaborierten Erzähltechniken dieser Phase“, die er konsequent ausschöpfe, „bedient sich schamlos bei den Klassikern […] und schafft ein Meta-Genre, an dem alles künstlich und perfekt scheint.“ Ahme er laut Ray raffiniert die „verlorene Ästhetik“ des Stummfilms nach, sah der film-dienst keine Nachahmung, sondern lobte den Charme eines Meta-Films. Die Welt: „Wie geschmeidig Bildeinfälle, Schauspielstil und die überragende Musik von Ludovic Bource ineinandergreifen, wie dabei der Bogen von der luftigsten, illustrativen Verspieltheit hin zur expressiv verdüsterten Welt Fritz Langs oder Friedrich Wilhelm Murnaus gespannt ist, wie stimmig und unangestrengt alle Film- und Musikzitate diesen Stummfilm aus dem Jahr 2011 umarmen anstatt erdrücken: Es ist ein regressives, niemals aber dümmliches Kinoglück.“ Die Zeit nannte Hazanavicius’ Film „ein Kunstwerk, dessen Größe darin besteht, den Stummfilm nicht als Beschränkung, sondern als vollkommen entstaubte Bühne einer uralten und ewig neuen Geschichte zu begreifen.“ Die Ausdrucksform des Stummfilms erzähle „beredter und ergreifender“ als das Gros der Gegenwartsfilme, alle Stilmittel „strotzen nur so vor Ausdruckslust.“ Dabei dosierten die Darsteller die Stummfilm-Mimik und -Gestik so, dass sie nicht lächerlich oder albern wirkten. Hingegen störte sich der Tages-Anzeiger an der „arg plumpen“ Symbolik, und Ray bemerkte über den Film: „Für ihn ist das Schweigen doch nur Silber. The Artist ist ein falscher Stummfilm: einer, der zum Ton drängt.“
The Artist handle von einer technologischen Übergangszeit und daher auch von der Gegenwart. Anders als Singin’ in the Rain, das die Ablösung des Stumm- durch den Tonfilm begrüßte, stehe The Artist auf der Seite des Untergegangenen. In der Zeit hieß es: „Der, der sich auf seinem Ruhm zu lange ausgeruht hat, muss seinen Platz räumen und fällt aus der Gesellschaft; die, die sich in die neue Welt am schnellsten einfindet, wird ihn ersetzen. Es sind die Grundkoordinaten unseres kapitalistischen Gesellschaftssystems, die Michel Hazanavicius verspielt verfremdet.“ Viele Kritiker befanden, dass das Werk in einer Zeit, in der Filme von Computertechnik, 3D und Motion Capture geprägt sind, aufzeige, dass der Reiz des Kinos und seine Fähigkeit zur Verzauberung nicht in solcher Technik liege. Hazanavicius setze darauf, „dass sich Hollywood beim Betrachten dieser Jugendbilder heute etwas aufgedunsen, träge und saturiert vorkommt“.
Teils lobten die Kritiker die Fülle an Ideen, teils erklärten sie die Handlung für einfach und „massentauglich“ oder einfach und „nicht ganz neu“. Die Ausstattung sei „meisterhaft“ oder „akkurat nachempfunden“, die „exquisiten“ Bilder eine Meisterleistung in schönstem oder „kostbar funkelndem“ Schwarzweiß. Die Schauspieler bewiesen großes Talent, und der Hund sei „sensationell“. Man lobte Dujardins Mimik, sein unwiderstehliches Gesicht, und seinen Charme. Nach den OSS-117-Filmen beweise er erneut, dass er ein charismatisches Idol spielen kann. Er und Bérénice Bejo ergänzten sich perfekt. Vielfach erwähnt wurde die Szene in der Garderobe, in der Bejo pantomimisch mit Valentins Mantel spielt, als „ein Bild der Hingabe und des Verliebtseins“, zum Heulen schön oder „hinreißend“. Der Tages-Anzeiger bemängelte allerdings, Bejo „ist zwar lustig und schön, sieht aber schlicht zu modern (und zu dünn) aus für einen Stummfilmstar.“

## Auszeichnungen

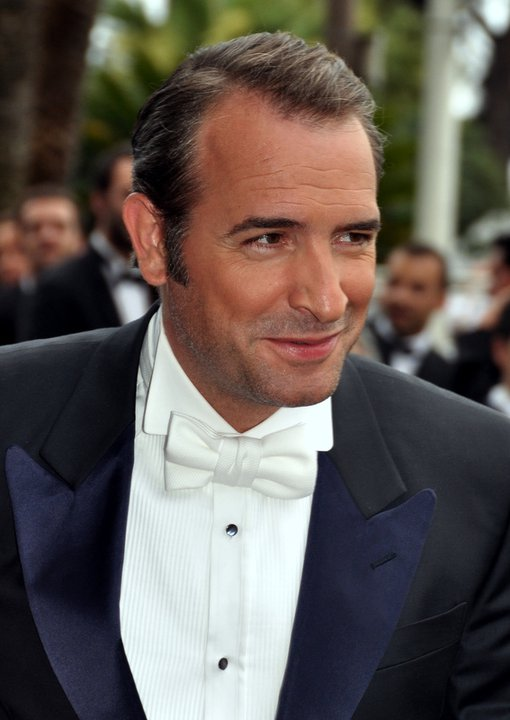
Jean Dujardin 2011 in Cannes

The Artist lief 2011 bei den Internationalen Filmfestspielen von Cannes im Wettbewerb und gewann den Darstellerpreis für Jean Dujardin. Bis Januar 2012 wurde Hazanavicius’ Film mit mehr als 70 internationalen Festival- und Kritikerpreisen ausgezeichnet und für über 70 weitere Auszeichnungen nominiert. Zu den gewonnenen Preisen zählen u. a. die amerikanischen New York Film Critics Circle Awards und Broadcast Film Critics Association Awards, die Oscars, Golden Globes, British Academy Film Awards und französischen Césars in den Kategorien „Bester Film“ und „Beste Regie“.
Oscars 2012
Gewonnen:
- Bester Film
- Beste Regie (Michel Hazanavicius)
- Bester Hauptdarsteller (Jean Dujardin)
- Beste Filmmusik (Ludovic Bource)
- Bestes Kostümdesign (Mark Bridges)

Nominiert:
- Beste Nebendarstellerin (Bérénice Bejo)
- Bestes Original-Drehbuch
- Bester Schnitt
- Beste Kamera
- Bestes Szenenbild

Golden Globes 2012
Gewonnen:
- Bester Film – Komödie oder Musical
- Bester Hauptdarsteller – Komödie oder Musical (Jean Dujardin)
- Beste Filmmusik

Nominiert:
- Beste Regie (Michel Hazanavicius)
- Beste Nebendarstellerin (Bérénice Bejo)
- Bestes Drehbuch

Eine Auswahl der weiteren Nominierungen und Auszeichnungen:
2011:
- Internationale Filmfestspiele von Cannes 2011: Darstellerpreis für Jean Dujardin, „Palm Dog Award“ für Filmhund Uggie
- Hamptons International Film Festival 2011: Publikumspreis („Best Narrative Feature“)
- Hollywood Film Festival 2011: „Spotlight Award“ für Jean Dujardin und Bérénice Bejo
- Festival Internacional de Cine de Donostia-San Sebastián 2011: Publikumspreis
- St. Louis International Film Festival 2011: Publikumspreis („Best International Feature“)
- New York Film Critics Circle Award 2011: Auszeichnungen für den Besten Film und für die Beste Regie
- Europäischer Filmpreis 2011: Beste Filmmusik, Nominierungen in den Kategorien Film, Darsteller (Jean Dujardin) und Kamera
- American Film Institute 2011: Spezialpreis
- Boston Society of Film Critics Awards 2011: Bester Film und Beste Filmmusik
- Chicago Film Critics Association Awards 2011: Bester Film und Bestes Originaldrehbuch
- Detroit Film Critics Society Awards 2011: Bester Film und Beste Regie
- Florida Film Critics Circle Awards 2011: Bestes Originaldrehbuch
- Houston Film Critics Society Awards 2011: Beste Filmmusik
- Oklahoma Film Critics Circle Awards 2011: Bester Film, Beste Regie und Bestes Originaldrehbuch
- Phoenix Film Critics Society Awards 2011: Bester Film, Beste Regie, Hauptdarsteller (Jean Dujardin), Nebendarstellerin (Bérénice Bejo), Bestes Originaldrehbuch, Filmmusik, Schnitt, Kostüme
- Satellite Awards 2011: Bestes Szenenbild
- Washington D.C. Area Film Critics Association Awards 2011: Bester Film und Beste Filmmusik

2012:

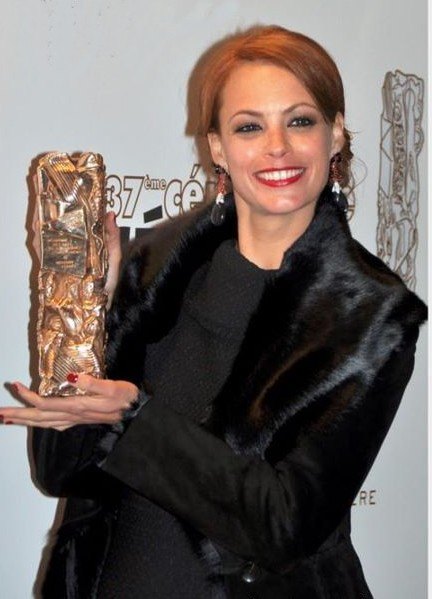
Bérénice Bejo mit ihrem gewonnenen César (2012)

- Alliance of Women Film Journalists 2012: Bester Film und Regie
- Vancouver Film Critics Circle Awards 2012: Bester Film und Bestes Drehbuch
- Broadcast Film Critics Association Awards 2012: Bester Film, Regie, Kostüme und Filmmusik
- Denver Film Critics Society Awards 2012: Beste Regie und Filmmusik
- Prix Lumières: Bester Film und Beste Hauptdarstellerin (Bérénice Bejo)
- 32. London Critics’ Circle Film Award 2012: Bester Film 2011, Beste Regie und Hauptdarsteller (Dujardin)
- Producers Guild of America Award (PGA Award) 2012: Darryl F. Zanuck Award für Thomas Langmann
- Directors Guild of America Award 2012: Beste Regie an einem Kinofilm
- Screen Actors Guild Awards 2012: Bester Hauptdarsteller (Dujardin), Nominierungen in den Kategorien Beste Nebendarstellerin (Bejo) und Bestes Schauspielensemble
- British Academy Film Awards 2012: Bester Film, Beste Regie, Bester Hauptdarsteller (Dujardin), Bestes Originaldrehbuch, Beste Kamera, Beste Filmmusik, Beste Kostüme, fünf weitere Nominierungen (Beste Hauptdarstellerin – Bejo, Bester Schnitt, Szenenbild, Kostüme, Ton, Maske)
- César 2012: Bester Film, Beste Regie, Hauptdarstellerin (Bejo), Kamera, Filmmusik, Bestes Szenenbild, vier weitere Nominierungen (Bester Hauptdarsteller – Dujardin, Bestes Originaldrehbuch, Schnitt, Kostüme)
- Independent Spirit Awards 2012: Bester Film, Beste Regie, Hauptdarsteller (Dujardin), Kamera, eine weitere Nominierung in der Kategorie Bestes Drehbuch
- Goldenes Halsband 2012 der Dog News Daily: Filmhund Uggie[38]
- Europäischer Filmpreis 2012: Nominierung für den Publikumspreis

### Gespräche
- Mit Michel Hazanavicius in der Welt, 25. Februar 2012, S. 25: „Beschränkungen sind unglaublich befreiend“

### Kritikenspiegel
Positiv
- Cinema Nr. 2/2012: The Artist[24]
- epd Film Nr. 1/2012, S. 37, von Rudolf Worschech: The Artist
- film-dienst Nr. 2/2012, S. 52, von Felicitas Kleiner: The Artist
- Focus, 23. Januar 2012, S. 86, von Harald Pauli: Aus der Zeit gefallen
- Frankfurter Allgemeine Zeitung, 25. Januar 2012, S. 31, von Andreas Kilb: Und eine Feder knallt auf das Parkett
- Neue Zürcher Zeitung, 26. Januar 2012, S. 47, von Susanne Ostwald: Vom Hunde ganz zu schweigen
- Die Presse, 25. Januar 2012, von Norbert Mayer: „The Artist“: Das große Leuchten aus Hollywoods letzten Stummfilm-Tagen
- Der Spiegel, 23. Januar 2012, S. 125, von Lars-Olav Beier: Hollywoods Kindertage
- Der Tagesspiegel, 25. Januar 2012, S. 19, von Christian Schröder: Das Glück des Schweigens
- taz, 26. Januar 2012, S. 17, von Thomas Groh: Eine wahre Räuberpistole
- Die Welt, 25. Januar 2012, S. 25, von Cosima Lutz: Verliebt in Licht und Schatten
- Die Zeit, 26. Januar 2012, S. 57, von Kilian Trotier: Wozu noch Worte?

Eher positiv
- Ray, Nr. 2/2012, S. 51, von Gerhard Midding: The Artist
- Tages-Anzeiger, 26. Januar 2012, Züritipp S. 5, von Thomas Bodmer: Traum in schwarzweiss